# Vernier
Vernier (toponimo francese) è un comune svizzero di 35 132 abitanti del Canton Ginevra; ha lo status di città.

## Monumenti e luoghi d'interesse
- Chiesa riformata, eretta nel 1837[1];
- Chiesa cattolica dei Santi Giacomo e Filippo, eretta nel 1844[1].

## Società

### Evoluzione demografica
L'evoluzione demografica è riportata nella seguente tabella:
Abitanti censiti

### Istituzioni, enti e associazioni
A Vernier hanno sede l'Istituto delle Nazioni Unite per la formazione e la ricerca e il Touring Club Svizzero.

## Geografia antropica

### Frazioni e quartieri
Le frazioni e i quartieri di Vernier sono:
- Aïre[3]
- Balexert
- Châtelaine[4]
- Le Lignon
- Les Avanchets
- Les Libellules
- Vernier-village

## Infrastrutture e trasporti

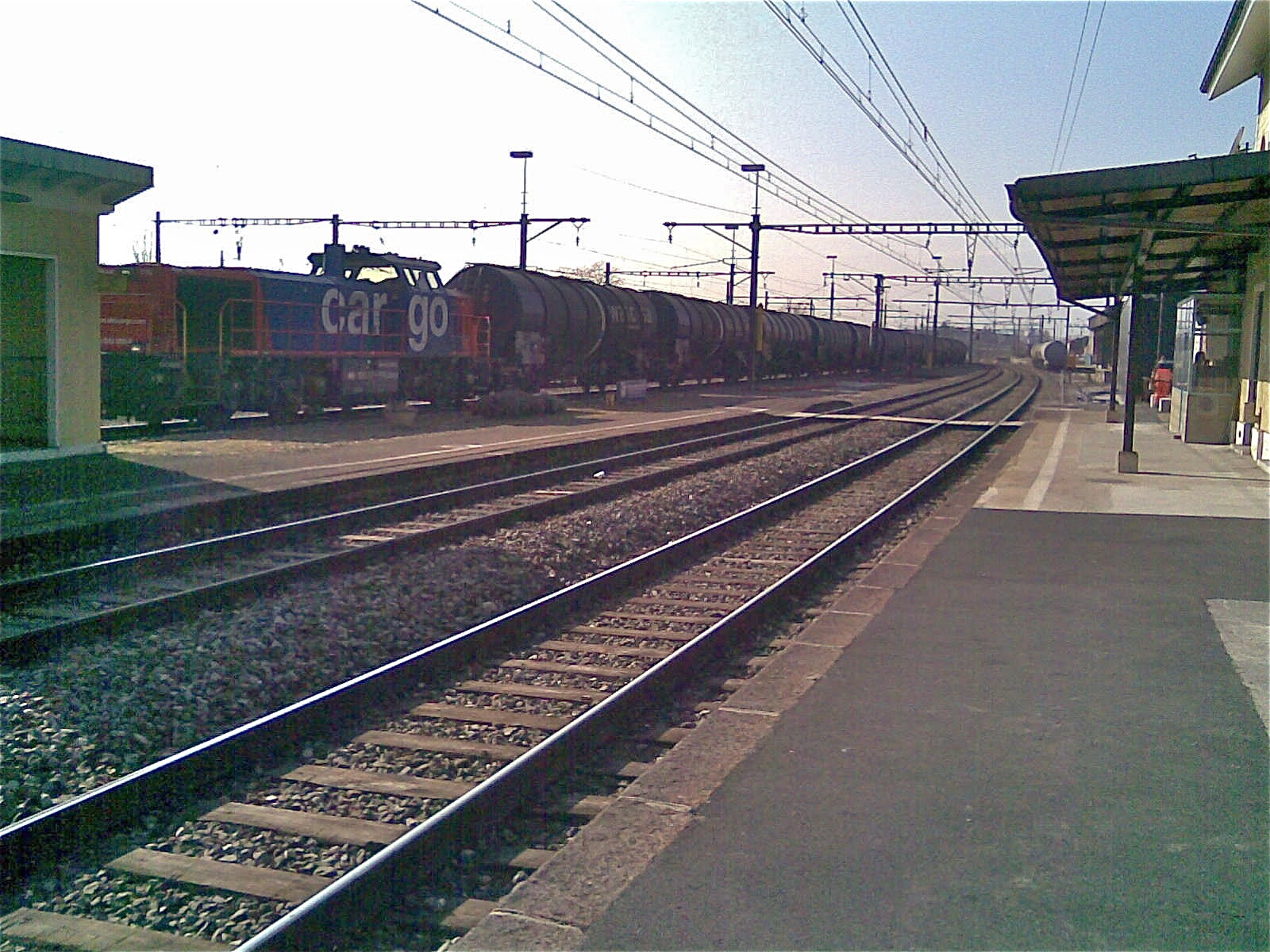
La stazione di Vernier-Meyrin

Vernier è servito dalla stazione di Vernier-Meyrin sulla ferrovia Lione-Ginevra e dalla rete tranviaria di Ginevra.

## Amministrazione
Ogni famiglia originaria del luogo fa parte del comune patriziale che ha la responsabilità della manutenzione di ogni bene comune.